# 篠路村

フシコサッポロ川（伏籠川）沿いの篠路村。

篠路村（しのろむら）は、かつて北海道札幌郡に存在した村である。現在の札幌市北区の一部、東区の一部にあたる。

## 沿革
江戸時代、篠路村付近では松前藩によって家臣の知行地として石狩十三場所のうちハッシャブ場所とシノロ場所が開かれていた。
- 1855年（安政2年） - 篠路神社の前身の若宮八幡が創建される。同4年、箱舘奉行石狩調役、荒井金助直盈により篠路八幡社として社殿を造営。
- 1859年（安政 6年） - 幕府（箱舘奉行）の命により、荒井村（篠路村の前身）が創設される。後に北海道11国86郡が制定され、篠路は石狩国札幌郡に属した。
- 1873年（明治6年） - 早山清太郎によって元村街道が開削された。
- 1882年（明治15年） - 滝本五郎・阿部興人兄弟を中心に徳島県で興産社が組織され、篠路に入植。
- 1906年（明治39年）4月1日 - 北海道二級町村制施行により、札幌郡篠路村（一部）が村制施行し、篠路村が設置され、大字は未編成。旧篠路村の残部（篠路屯田兵村）は琴似村、発寒村と合併して、琴似村（二級）の大字篠路村となる。札幌支庁に所属。
- 1922年（大正11年）8月17日 - 支庁の改称により石狩支庁に所属。
- 1934年（昭和9年）11月20日 - 札沼線札沼南線が開業し、篠路駅を新設。
- 1937年（昭和12年） - 篠路、太平、上篠路、拓北、福移、中野、茨戸の7字を編成。
- 1955年（昭和30年）3月1日 - 札幌市に編入され消滅。旧篠路村の字は篠路町を冠して札幌市の町名として継承される。字中野は篠路町中沼と改称され、字福移の一部を分離し江別市に編入した。

## 交通機関（編入時）
- 国鉄 札沼線 篠路駅